# Вишнівська сільська рада (Ріпкинський район)
Вишні́вська сільська́ ра́да — адміністративно-територіальна одиниця та орган місцевого самоврядування в Ріпкинському районі Чернігівської області. Адміністративний центр — село Вишневе.

## Загальні відомості
Вишнівська сільська рада утворена у 1917 році.
- Територія ради: 30,926 км²
- Населення ради: 908 осіб (станом на 2001 рік)

## Населені пункти
Сільській раді були підпорядковані населені пункти:
- с. Вишневе
- с. Буянки
- с. Чумак

## Склад ради
Рада складалася з 14 депутатів та голови.
- Голова ради: Приходько Раїса Анатоліївна
- Секретар ради: Корнієнко Оксана Василівна

### Керівний склад попередніх скликань
| Прізвище, ім'я, по батькові | Основні відомості                                                                       | Дата обрання | Дата звільнення |
| --------------------------- | --------------------------------------------------------------------------------------- | ------------ | --------------- |
| Приходько Раїса Анатоліївна | Сільський голова, 1965 року народження, освіта середня спеціальна, член Народної партії | 26.03.2006   | 31.10.2010      |
| Приходько Раїса Анатоліївна | Сільський голова, 1965 року народження, освіта середня спеціальна, член Народної партії | 31.10.2010   |                 |

Примітка: таблиця складена за даними сайту Верховної Ради України

### Депутати
За результатами місцевих виборів 2010 року депутатами ради стали:

#### За суб'єктами висування
| Суб'єкт висування                                       | Кількість обраних депутатів | %    |
| ------------------------------------------------------- | --------------------------- | ---- |
| Народна партія                                          | 4                           | 28,6 |
| Партія регіонів                                         | 4                           | 28,6 |
| Політична партія Всеукраїнське об'єднання «Батьківщина» | 3                           | 21,4 |
| Самовисування                                           | 3                           | 21,4 |

#### За округами
| № округу                                                | Прізвище, ім'я, по батькові    | Дата визнання обраним | Освіта  | Партійна приналежність                        | Відомості про обраного депутата               |
| ------------------------------------------------------- | ------------------------------ | --------------------- | ------- | --------------------------------------------- | --------------------------------------------- |
| Народна Партія                                          |                                |                       |         |                                               |                                               |
| 1                                                       | Ларіна Ніна Володимирівна      | 01.11.2010            | вища    | член Народної партії                          | Вишнівська сільська бібліотека, завідувачка   |
| 6                                                       | Глек Любов Іванівна            | 01.11.2010            | вища    | член Народної партії                          | Вишнівська сільська рада, секретар            |
| 7                                                       | Бурнос Наталія Миколаївна      | 01.11.2010            | середня | член Народної партії                          | тимчасово не працює                           |
| 9                                                       | Теребило Таїсія Олександрівна  | 01.11.2010            | середня | член Народної партії                          | приватний підприємець                         |
| Партія регіонів                                         |                                |                       |         |                                               |                                               |
| 2                                                       | Корнієнко Оксана Василівна     | 01.11.2010            | середня | член Партії регіонів                          | тимчасово не працює                           |
| 4                                                       | Ященко Юлія Михайлівна         | 01.11.2010            | середня | член Партії регіонів                          | Вишнівський сільський клуб, завідувачка клубу |
| 11                                                      | Бурнос Олександр Анатолійович  | 01.11.2010            | середня | член Партії регіонів                          | НАСК «Оранта», агент                          |
| 12                                                      | Лаптієнко Анатолій Васильович  | 01.11.2010            | вища    | член Партії регіонів                          | загальноосвітня школа с. Вишневе, директор    |
| Політична партія Всеукраїнське об'єднання «Батьківщина» |                                |                       |         |                                               |                                               |
| 3                                                       | Несторенко Марія Кузьмівна     | 01.11.2010            | середня | член Всеукраїнського об'єднання «Батьківщина» | пенсіонер                                     |
| 5                                                       | Лось Микола Петрович           | 01.11.2010            | вища    | позапартійний                                 | ТОВ «Сіверяни», водій                         |
| 8                                                       | Думаєв Юрій Вікторович         | 01.11.2010            | вища    | позапартійний                                 | ТОВ «Дружба», технік штучного запліднення ВРХ |
| Самовисування                                           |                                |                       |         |                                               |                                               |
| 10                                                      | Лаптієнко Анатолій Аркадійович | 01.11.2010            | вища    | позапартійний                                 | ТОВ «Дружба», головний інженер                |
| 13                                                      | Криволап Віталій Петрович      | 01.11.2010            | середня | позапартійний                                 | ТОВ «Сіверяни», робітник                      |
| 14                                                      | Житкова Тетяна Олександрівна   | 14.11.2010            | вища    | позапартійна                                  | Вишнівська сільська рада, бухгалтер           |